# Kim Ho-jun (Snowboarder)
Kim Ho-jun (koreanisch 김호준; * 1. Mai 1990 in Seoul) ist ein ehemaliger südkoreanischer Snowboarder. Er startete in der Disziplin Halfpipe und nahm an drei Olympischen Winterspielen sowie fünf Snowboard-Weltmeisterschaften teil.

## Werdegang
Kim trat international erstmals bei den Juniorenweltmeisterschaften 2006 im Vivaldi Park in Erscheinung. Dort wurde er Zehnter. In der Saison 2006/07 nahm er in Saas-Fee erstmals am Snowboard-Weltcup teil, wobei er den 19. Platz errang und erreichte in Sungwoo mit dem fünften Platz seine erste Top-Zehn-Platzierung im Weltcup. Bei den Winter-Asienspielen 2007 in Changchun kam er auf den achten Platz und bei den Juniorenweltmeisterschaften 2008 in Chiesa in Valmalenco auf den fünften Rang. In der Saison 2008/09 belegte er bei den Snowboard-Weltmeisterschaften 2009 in Gangwon den 33. Platz und bei den Juniorenweltmeisterschaften 2009 in Nagano den 20. Rang. Bei der Winter-Universiade 2009 in Harbin wurde er Neunter im Big Air und gewann in der Halfpipe die Silbermedaille. Bei seiner ersten Olympiateilnahme im Februar 2010 in Vancouver errang er den 26. Platz. 
Nach Platz 13 bei den Juniorenweltmeisterschaften 2010 in Cardrona zu Beginn der Saison 2010/11, kam Kim bei den Snowboard-Weltmeisterschaften 2011 in La Molina auf den 19. Platz und gewann bei der Winter-Universiade 2011 in Erzurum die Bronzemedaille. Zudem erreichte er in Yabuli mit dem vierten Platz seine beste Platzierung im Weltcup und zum Saisonende den 19. Platz im Halfpipe-Weltcup. Im März 2012 siegte bei der U.S. Revolution Tour und Nor-Am-Cup am Mount Snow. In den folgenden Jahren belegte er bei den Snowboard-Weltmeisterschaften 2013 im Stoneham den 29. Platz, bei den Snowboard-Weltmeisterschaften 2015 am Kreischberg den 19. Rang und bei den Olympischen Winterspielen 2014 in Sotschi den 28. Platz. Zudem wurde er im März 2015 südkoreanischer Meister in der Halfpipe. In der Saison 2015/16 erreichte mit dem 17. Platz im Halfpipe-Weltcup sein bestes Gesamtergebnis. In der folgenden Saison wurde er bei den Winter-Asienspielen 2017 in Sapporo Fünfter und errang bei den Snowboard-Weltmeisterschaften 2017 in der Sierra Nevada den 27. Platz. Bei den Olympischen Winterspielen im folgenden Jahr in Pyeongchang kam er auf den 24. Platz. Zuvor absolvierte er in Laax seinen 42. und damit letzten Weltcup, welchen er auf dem 19. Platz beendete.

## Teilnahmen an Weltmeisterschaften und Olympischen Winterspielen

### Olympische Spiele
- 2010 Vancouver: 26. Platz Halfpipe
- 2014 Sotschi: 28. Platz Halfpipe
- 2018 Pyeongchang: 24. Platz Halfpipe

### Weltmeisterschaften
- 2009 Gangwon: 33. Platz Halfpipe
- 2011 La Molina: 19. Platz Halfpipe
- 2013 Stoneham: 29. Platz Halfpipe
- 2015 Kreischberg: 19. Platz Halfpipe
- 2017 Sierra Nevada: 27. Platz Halfpipe

## Weltcup-Gesamtplatzierungen
| Saison  | Gesamt/Freestyle | Gesamt/Freestyle | Halfpipe | Halfpipe |
| Saison  | Punkte           | Platz            | Punkte   | Platz    |
| ------- | ---------------- | ---------------- | -------- | -------- |
| 2006/07 | 570              | 103.             | 570      | 35.      |
| 2007/08 | 205              | 200.             | 205      | 58.      |
| 2008/09 | 760              | 102.             | 760      | 33.      |
| 2009/10 | 810              | 93.              | 810      | 27.      |
| 2010/11 | 630              | 41.              | 630      | 19.      |
| 2011/12 | 105              | 102.             | 105      | 56.      |
| 2012/13 | 370              | 61.              | 370      | 37.      |
| 2013/14 | 322              | 63.              | 322      | 31.      |
| 2014/15 | 130              | 81.              | 130      | 27.      |
| 2015/16 | 650              | 41.              | 650      | 17.      |
| 2016/17 | 198              | 115.             | 198      | 37.      |
| 2017/18 | 330              | 87.              | 330      | 34.      |